# Emmanuel Jonnier
Emmanuel Jonnier (Digione, 31 maggio 1975) è un ex fondista francese.

## Biografia
In Coppa del Mondo esordì il 14 febbraio 1999 a Seefeld in Tirol (72°) e ottenne l'unica vittoria, nonché primo podio, il 7 febbraio 2004 a La Clusaz.
In carriera prese parte a tre edizioni dei Giochi olimpici invernali, Salt Lake City 2002 (10° nella 30 km, 60° nell'inseguimento, 8° nella staffetta), Torino 2006 (4° nella 50 km, non conclude l'inseguimento, 4° nella staffetta) e Vancouver 2010 (20° nella 15 km, 4° nella staffetta), e a cinque dei Campionati mondiali (5° nella sprint a squadre a Oberstdorf 2005 e nella staffetta a Sapporo 2007 i migliori risultati).

## Palmarès

### Coppa del Mondo
- Miglior piazzamento in classifica generale: 21º nel 2006 e nel 2007
- 10 podi (3 individuali, 7 a squadre[1]):
  - 1 vittoria (a squadre)
  - 2 secondi posti (1 individuale, 1 a squadre)
  - 7 terzi posti (2 individuali, 5 a squadre)

#### Coppa del Mondo - vittorie
| Data            | Località  | Nazione | Spec.                                                                            |
| --------------- | --------- | ------- | -------------------------------------------------------------------------------- |
| 7 febbraio 2004 | La Clusaz | Francia | 4x10 km (con Alexandre Rousselet, Christophe Perrillat-Collomb e Vincent Vittoz) |

#### Coppa del Mondo - competizioni intermedie
- 2 podi di tappa:
  - 1 vittoria
  - 1 terzo posto

##### Coppa del Mondo - vittorie di tappa
| Data             | Località             | Nazione   | Competizione | Disciplina  |
| ---------------- | -------------------- | --------- | ------------ | ----------- |
| 29 dicembre 2007 | Nové Město na Moravě | Rep. Ceca | Tour de Ski  | 15 km TL PU |

Legenda:

TL = tecnica libera

PU = inseguimento